# The Pillar
The Pillar je počítačová hra z roku 2020. Z hrou stojí studio české studio Paper Bunker. Jedná se o logickou hru inspirovanou titulem The Witness.

## Hratelnost
Hra je 3D adventurou viděnou z pohledu první osoby. Hráč se ocitá na tajemném ostrově z něhož se snaí utéct. Cestou však musí luštit různé hádanky a rébusy. Těch je zde několik druhů. V některých musí hráč spojit barevné body či jednou barvou správně zaplnit celou obrazovku. Další jsou o hledání správné kombinace sejfu či nastavování laserů, aby se odrážely od pilířů. Po každé dohrané úrovni se přehrává po každém zdolaném levelu a skádá se z 9 částí, z nichž každá představuje 1 z symbolů pilíře.